# Hiroyuki Shirai
Hiroyuki Shirai (Prefectura de Shizuoka, 17 de juny de 1974) és un exfutbolista japonès.

## Selecció japonesa
Va formar part de l'equip olímpic japonès als Jocs Olímpics d'estiu de 1996.